# Список глав государств в 52 году
| 51 ← Список глав государств по годам → 53 |

## Африка
- Мероитское царство — Аманитенмемиде, царь  (ок. 47 — ок. 62)

## Азия
- Адиабена — Изат II, царь (ок. 34 — ок. 55)
- Анурадхапура:
  - Чандамукха, царь (44 — 52)
  - Яссалалака, царь (52 — 60)
- Армения Великая — Радамист, царь (51—53, 54—55)
- Армения Малая — Котис IX, царь (38 — 54/55)
- Иберия — Фарсман I, царь  (1 — 58)
- Индо-парфянское царство — Абдагас, царь (ок. 46— ок. 60)
- Китай (династия Восточная Хань) — Гуан У-ди (Лю Сю), император (25—57)
- Коммагена — Антиох IV,  царь (38 — 40, 41 — 72)
- Корея (Период Трех государств):
  - Когурё — Мобон, тхэван (48 — 53)
  - Пэкче — Тару, тхэван (29 — 77)
  - Силла — Юри, исагым (24 — 57)
- Кушанское царство — Куджула Кадфиз, царь (ок. 30 — ок. 80)
- Набатейское царство — Малику II, царь (40—70)
- Осроена — Ману V, царь  (50 — 57)
- Парфия — Вологез I,  шах (51 — 78)
- Понтийское царство — Полемон II, царь (38 — 62)
- Сатавахана — Гауракришна, махараджа (31 — 56)
- Хунну — Хуханье II, шаньюй (48 — 55)
- Элимаида — Ород II,  царь (ок. 50 — ок. 70)
- Япония — Суйнин, тэнно (император) (29 до н. э. — 70 н. э.)

## Европа
- Боспорское царство — Котис I, царь (45 — 63)
- Дакия — Скорило, вождь (29 — 68)
- Ирландия — Фиаха Финдолайд, верховный король (39 — 56)
- Ицены — Прасутаг, тигерн (ок. 47 — 60)
- Римская империя:
  - Клавдий, римский император (41—54)
  - Фавст Корнелий Сулла Феликс, консул (52)
  - Луций Сальвий Отон Тициан, консул (52)

## Галерея

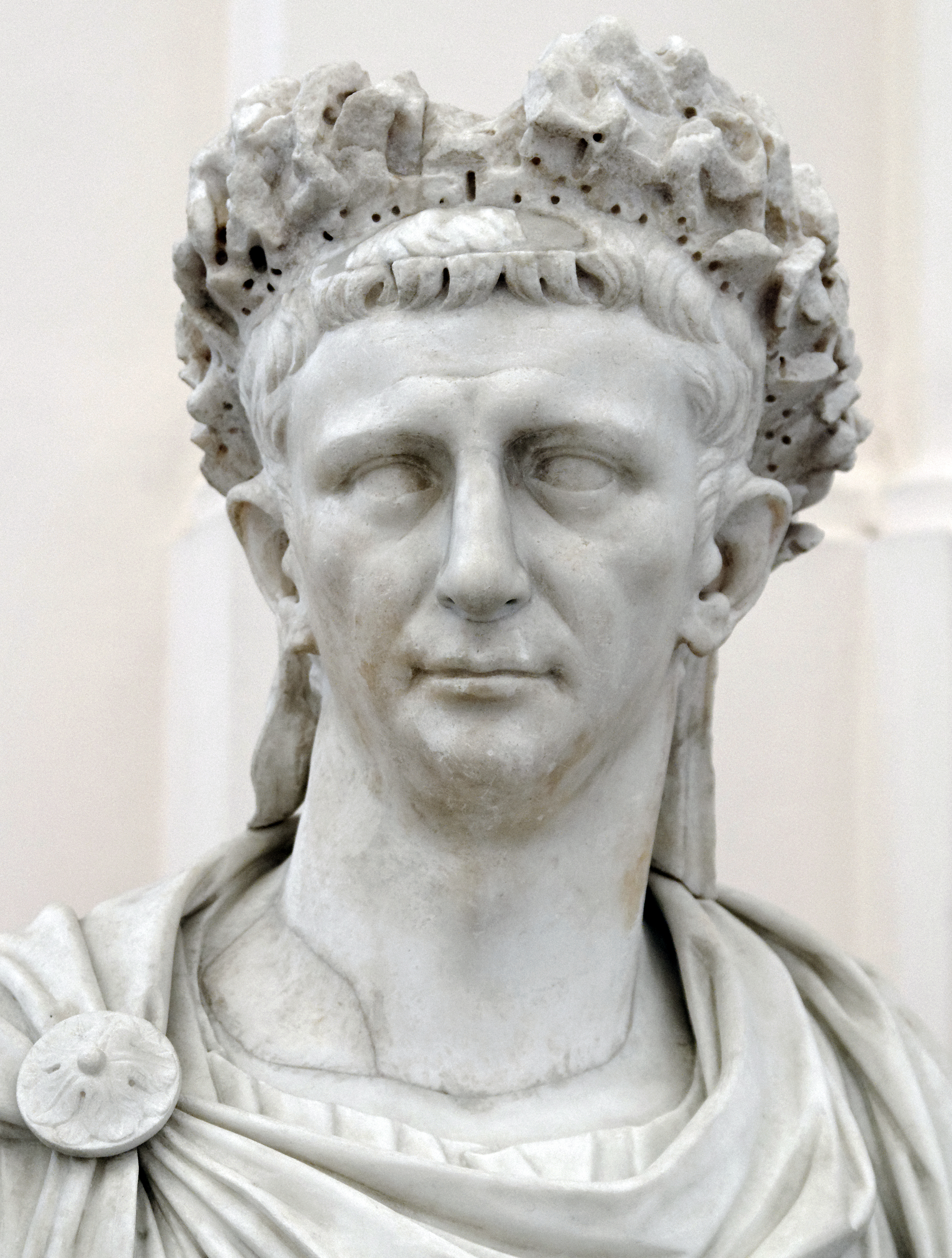
Клавдий 41—54 Император Римской империи
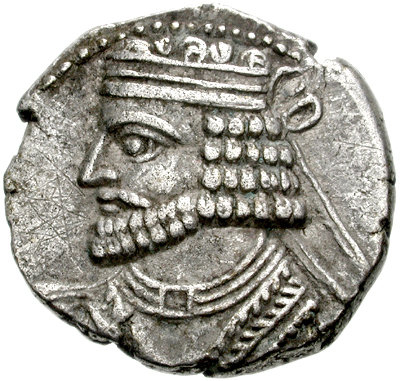
Вологез I 51—78 Шах Парфии
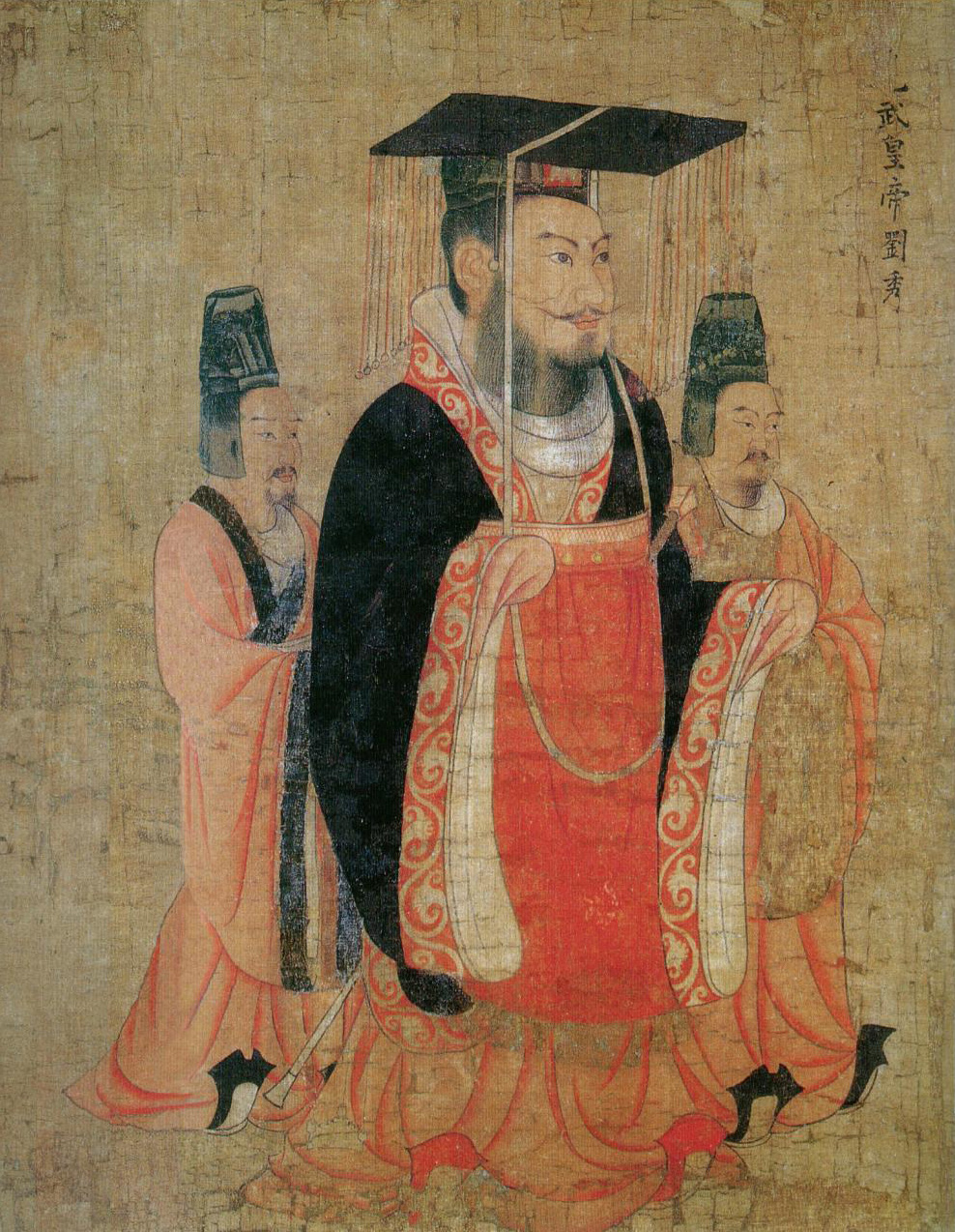
Гуан У-ди 25—57 Император Восточной Хань
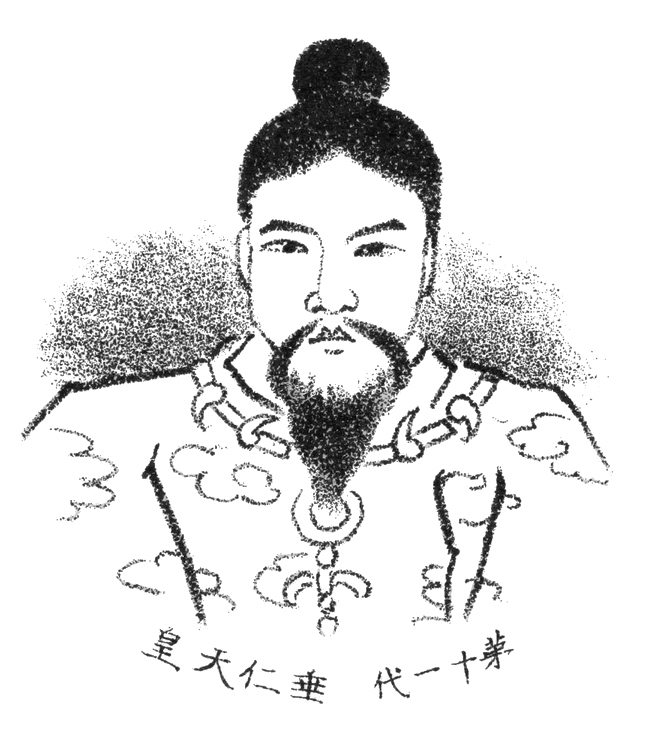
Суинин 29 до н.э.—70 Император Японии